# Susa (Italië)
Susa is een gemeente in de Italiaanse provincie Turijn (regio Piëmont) en telt 6638 inwoners (31-12-2004). De oppervlakte bedraagt 11,3 km², de bevolkingsdichtheid is 587 inwoners per km². Susa ligt in de Valle di Susa.
De volgende frazioni maken deel uit van de gemeente: Castelpietra, Coldimosso, San Giuliano, Traduerivi.

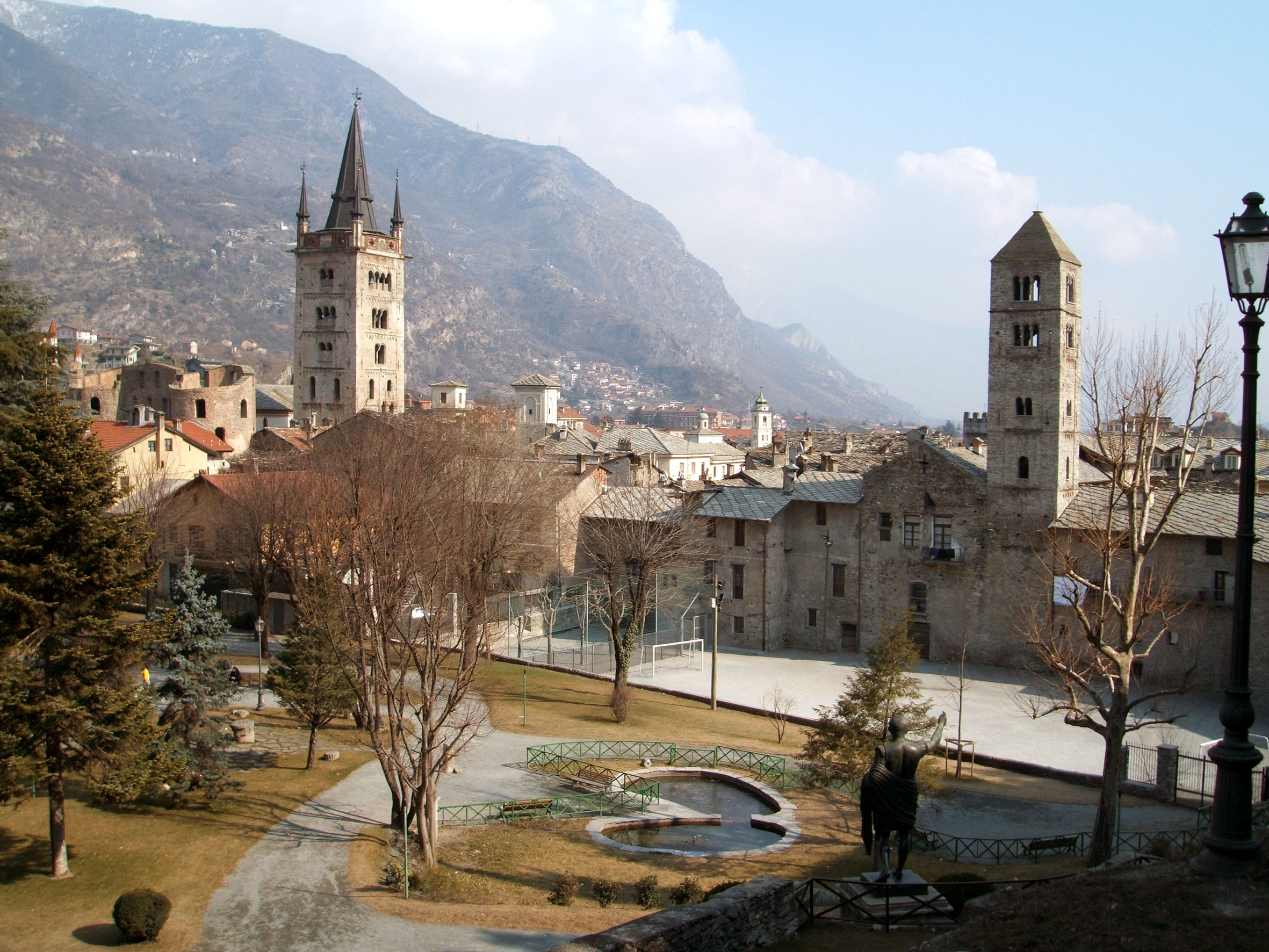
Zicht op Susa

## Demografie
Susa telt ongeveer 2886 huishoudens. Het aantal inwoners daalde in de periode 1991-2001 met 1,7% volgens cijfers uit de tienjaarlijkse volkstellingen van ISTAT.
| Jaar | Inwoneraantal |
| ---- | ------------- |
| 1991 | 6691          |
| 2001 | 6577          |

## Geografie
De gemeente ligt op ongeveer 503 m boven zeeniveau.
Susa grenst aan de volgende gemeenten: Mompantero, Bussoleno, Giaglione, Gravere, Meana di Susa, Mattie.

## Geboren
- Maura Viceconte (3 oktober 1967), langeafstandsloopster (overleden 2019)